# 潮州怒漢
《潮州怒汉》是功夫片明星谭道良的代表作，是1973年出產的彩色電影，叙述在广东潮州的青年，在潮汕海边以拳腿功夫横扫各道馆无对手，被对方追打时，谭来到两面窄高墙前，竟能手脚并用成大字型，快速爬到楼层顶约五楼高，逃之爻爻无人能追及。